# Números en la mitología nórdica

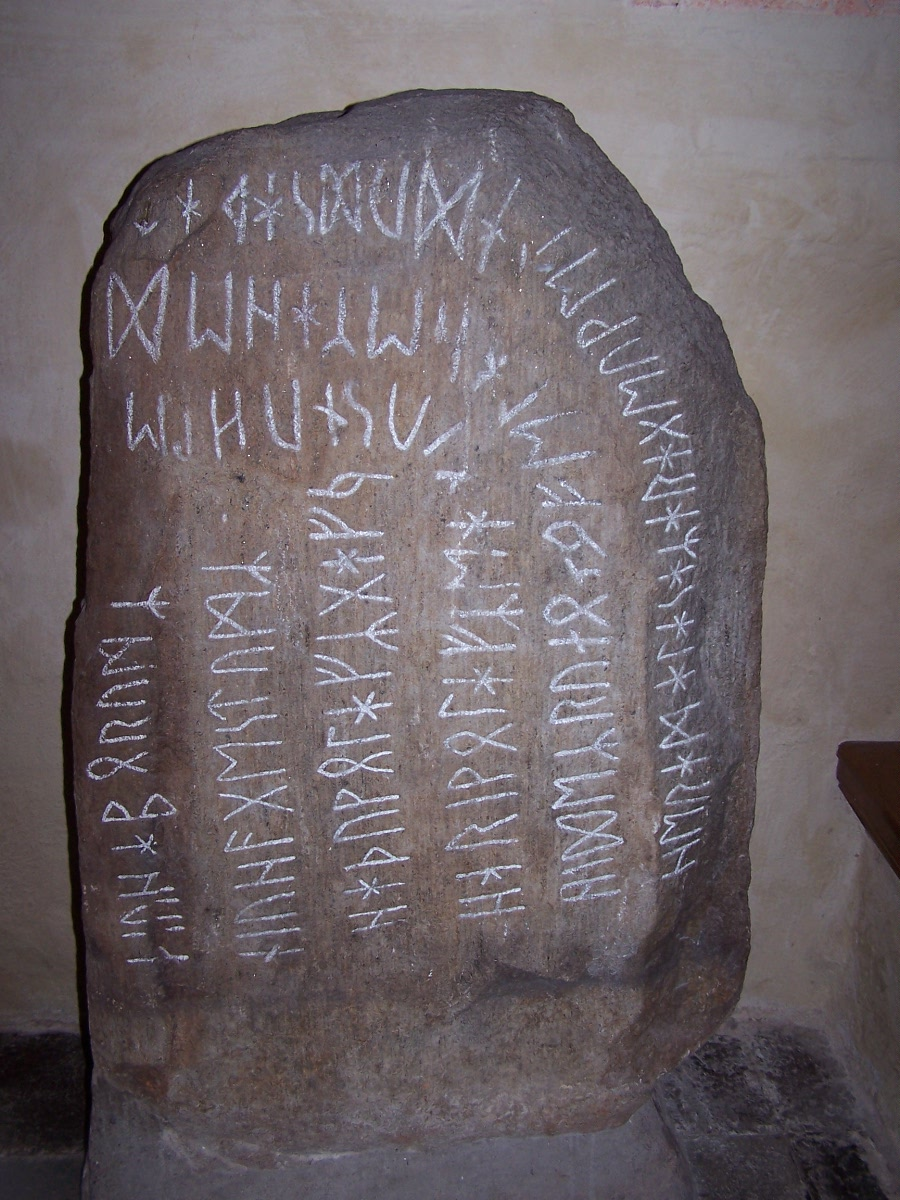
Stentoftastenen, exhibido hoy en la Iglesia Sankt Nicolai, Sölvesborg.

Los números en la mitología nórdica prácticamente son, como más significativos, el tres y el nueve; ambos números aparecen en diversas fuentes que han sobrevivido del paganismo nórdico y sagas escandinavas. Mientras el número tres es recurrente en diversas culturas, el número nueve es prácticamente exclusivo del paganismo nórdico que lo enfatiza en diversas circunstancias. Junto con el número 27, ambos números figuran en el calendario lunar del calendario germánico.

## Número tres ( 3 )
Artefactos, personajes, hechos y deidades relacionados con el número tres:
- Tres son los dioses Odín, Thor y Freyr que aparecen como una unidad trinitaria, sobre todo durante la Era vikinga. Las tres deidades aparecen en testimonios arqueológicos como la piedra rúnica G 181 de Gotland.[2] Tres estatuas de Odín, Thor y Freyr compartían espacio en el Templo de Upsala.[3]
- Tres son las razas de jotuns: gigantes de la montaña, gigantes del hielo y gigantes de fuego.
- Tres son los primeros seres del universo: la vaca Auðumbla, Ymir el primer gigante, y Buri el primer dios y abuelo de Odín.
- Durante tres días Auðumbla lamió el hielo de Ginnungagap hasta que Búri fue liberado.
- Tres descendientes directos tuvo Ymir: un varón y una hembra que nacieron bajo sus brazos y un varón de seis cabezas que nació de la unión de sus pies.
- Tres son las generaciones de jotuns antes de la destrucción de su raza tras el diluvio universal por el derramamiento de la sangre de Ymir, tras el cual su nieto Bergelmir se convirtió en progenitor de un nuevo linaje.
- El corazón del gigante Hrungnir era triangular y hecho de roca.
- Tres son las Nornas: Urðr ("lo que ha ocurrido", el destino), Verðandi ("lo que ocurre ahora") y Skuld ("lo que debería suceder, o es necesario que ocurra").
- Bor tuvo tres hijos, Odín, Vili y Ve (o Lóðurr y Hoenir según Völuspá); los tres crearon el mundo y dieron vida a los primeros seres humanos.
- Odín es la deidad suprema que gobierna la tercera generación de dioses, hijo de Bor y nieto de Búri.
- Tres raíces tiene Yggdrasil, y tres es la raíz cuadrada del número de mundos (nueve) que están unidos al árbol. Bajo las tres raíces están tres lugares sagrados, uno en cada extremo: el pozo de Urd, el manantial de Mimir emplazado "entre los gigantes del hielo", y Hvergelmir en Niflheim.
- Odín soportó tres duras pruebas en su búsqueda de las runas:se ahorcó, se hirió con una lanza y pasó hambre y sed.
- Tres son los tronos que aparecen en el hogar de los dioses, según Gylfaginning de la Edda prosaica, el rey Gylfi conversa con las figuras que allí se sientan Hár, Jafnhár y Þriði.
- Tres son la descendencia maligna de Loki de su unión con la jotun Angrboda: el lobo Fenrir, la serpiente Jörmungandr y Hel.
- Tres inviernos recios precederán al Ragnarök, sin veranos por medio, es el Fimbulvetr.
- Tres son los acontecimientos previos al Ragnarök: el nacimiento de los tres descendientes de Loki, la muerte de Balder (y el consecuente castigo a Loki), y Fimbulvetr.
- Tres son las sogas mágicas que ataron al lobo Fenrir: Loeding, Drómi y Gleipnir, de los cuales solo el último logró mantenerlo sujeto.
- Tres ataduras tienen sujeto a Loki, hechas con las entrañas de uno de sus hijos Narfi que pasan por los agujeros de tres losas verticales, el primero sobre los hombros, el segundo sobre sus lomos y el tercero pajo sus pies.
- Tres veces aúlla Garm en Gnipahellir según el poema Völuspá (Edda poética, o se cita tres veces en el poema (no se aclara).
- Tres veces los dioses queman a Gullveig, y tres veces resucita según Völuspá.
- Tres gallos cantan con el advenimiento del Ragnarök, encabezando el conflicto final: Gullinkambi por los dioses, Fjalar por los gigantes y un tercero sin nombre por los muertos.
- Tres colores tiene el arcoíris Bifröst, que tiene tres nombres (los otros dos son, Ásbrú y Bilröst).
- Tres poderes tiene Heimdal como guardián del Bifröst: Duerme menos que un pájaro, puede ver a cien leguas y puede escuchar crecer la hierba.
- Odín tiene tres posesiones: Su lanza Gungnir, su anillo dorado Draupnir y su caballo Sleipnir.
- Tres armas tiene Thor: su martillo Mjolnir, su cinturón de fuerza Megingjörð y los guantes de acero para manipular el martillo.
- Tres posesiones máginas tiene Freyr, el barco Skidbladnir, su jabalí Gullinbursti y una espada con la habilidad de luchar por sí misma, que regaló Skirnir a cambio de su acción en el cortejo de Gerd.
- Tres posesiones tiene Freyja, el collar Brisingamen, una capa que le permite convertirse en un halcón y un carro arrastrado por un par de gatos.
- Tres pócimas poderosas bebe Thor de un cuerno en la fortaleza de Útgarda-Loki, en una apuesta, pero abandonó cuando se vio incapaz de vaciar el contenido, y tres eran las apuestas (que perdió), las otras dos eran levantar un gato por una pata dejando tres en el suelo y derrotar en lucha a una anciana. Luego se dio cuenta de que el cuerno contenía toda el agua del mar, el gato era Jörmungandr y la anciana, la personificación de la vejez a quien nadie puede derrotar.
- Tres golpes de mjolnir dio Thor al gigante Skrýmir, que roncaba demasiado y no le dejaba dormir, pero falló cada golpe por magia.
- El gigante constructor de los muros de Asgard, prometió finalizar su obra en tres estaciones a cambio de tres premios: el sol, la luna y la diosa Freyja en matrimonio.
- Tres días pasó Odín en la morada de la giganta Gunnlod para conseguir hidromiel de la poesía. Tras pasar las tres jornadas, le permitió beber tres veces, una de cada vasija.
- Los enanos hijos de Ivaldi dieron forma tres artefactos maravillosos: Skíðblaðnir el barco de Freyr, la lanza Gungnir de Odín y el cabello dorado de Sif.
- Los enanos Eitri y Brokk crearon tres posesiones de los dioses: Gullinbursti el jabalí de Freyr, Draupnir el anillo de Odín y mjolnir el martillo de Thor.
- La diosa Frigg tenía tres sirvientas Fulla, Gná y Hlín.

## Número nueve ( 9 )
Artefactos, personajes, hechos y deidades relacionados con el número nueve, número mágico por excelencia en la religión germánica:
- Nueve días y noches Odín se sacrificó a sí mismo, colgándose hacia abajo en una horca de Yggdrasil. A cambio recibiría sabiduría del pozo de Urd, 18 (dos veces nueve)  hechizos o runas.
- Nueve son los mundos en la cosmología nórdica, sustentados por las ramas de Yggdrasil: Helheim, Svartálfaheim, Niflheim, Jötunheim, Midgard, Vanaheim, Alfheim, Asgard y Muspelheim.
- Nueve son los reinos celestiales mencionados en Skáldskaparmál de Snorri: Vindblain (también Heidthornir o Hregg-Mimir), Andlang, Víðbláinn, Vidfedmir, Hrjod, Hlyrnir, Gimir, Vet-Mimir y Skatyrnir que "permanece a lo más alto por encima de las nubes, más allá de todos los mundos."
- Cada nueve años, los suecos se reunían en el Templo de Upsala y durante nueve días festejaban y sacrificaban seres humanos y bestias según el cronista Adán de Bremen.
- Nueve días se vio obligado Freyr a esperar consumar su unión con Gerd en Skírnismál.
- Nueve hechizos comparte Gróa con su hijo Svipdag en Svipdagsmál.
- Nueve doncellas acompañan a Menglod en su cautiverio en Svipdagsmál.
- El pecho de Laegjarn está atado con nueve cierres, según Fjölsvinnsmál.
- Nueve pasos retrocede Thor antes de caer moribundo y envenenado, al matar a Jörmungandr que le escupió durante el Ragnarök.
- Nueve tipos diferente de madera se usan para encender la llama de blót, según el poema Trollkyrka.
- Nueve son los anillos que son liberados cada nueve noches, uno de ellos Draupnir.
- Nueve días permanece Odín (disfrazado de Grímnir), en el poema Grímnismál, prisionero del rey Geirröd. Al noveno día mata al monarca tras revelar su identidad.
- Nueve son las hijas de Ægir y Ran, «las doncellas de las olas».
- Nueve son las madres de Heimdal.
- Nueve días cabalgó el dios Hermod sobre Sleipnir en su propósito de liberar a Balder del inframundo.
- Nueve esclavos tenía el jotun Baugi que se mataron entre sí en su deseo de conseguir una piedra de afilar mágica del dios Odín.
- El dios Njord y su esposa Skadi decidieron resolver su disputa sobre dónde vivir, pasando nueve noches en Thrymheim y nueve noches en Nóatún.
- Nueve cabezas tenía el jotun Þrívaldi.
- Nueve leguas de altura y tres de ancho media el gigante de arcilla Mökkurkálfi.
- Nueve puntas tiene el valknut, de tres triángulos sobrepuestos.
- Nueve deidades sobreviven el Ragnarök: Balder y Hödr, Magni y Modi, Vidar y Vali, Hoenir, la hija de Sól y una novena sin nombre «poderoso; aquel que gobierna sobre todo».[5]
- Nueve hijos tuvo el héroe Viking y otros nueve el rey Njorfe de Oppland, personajes de Þorsteins saga Víkingssonar.
- Nueve hijos tuvo el rey Dag según Hversu Noregr byggðist.

## Neopaganismo germánico
En la década de los años 70, John Yeowell (Stubba) y John Gibbs-Bailey (Hoskuld) de Odinic Rite establecieron las nueve nobles virtudes de Ásatrú a partir de fuentes históricas de la Edda poética, en particular Hávamál, Sigrdrífumál y sagas islandesas.